# Dicentria drucei
Dicentria drucei är en fjärilsart som beskrevs av William Schaus 1906. Dicentria drucei ingår i släktet Dicentria och familjen tandspinnare. Inga underarter finns listade i Catalogue of Life.